# Tanaecia salangana
Tanaecia salangana är en fjärilsart som beskrevs av Hans Fruhstorfer 1896. Tanaecia salangana ingår i släktet Tanaecia och familjen praktfjärilar. Inga underarter finns listade i Catalogue of Life.